# Congostrina
Congostrina település Spanyolországban, Guadalajara tartományban. Congostrina Hiendelaencina, Pinilla de Jadraque, La Toba és San Andrés del Congosto községekkel határos. Lakosainak száma 17 fő (2024).

## Népesség
A település népessége az utóbbi években az alábbiak szerint változott:
| Lakosok száma | 45   | 48   | 54   | 52   | 36   | 23   | 19   | 17   | 12   | 17   |
|               | 2001 | 2004 | 2006 | 2009 | 2011 | 2014 | 2016 | 2019 | 2021 | 2024 |